# Rein Tammik
 (septembre 2021).
La mise en forme du texte ne suit pas les recommandations de Wikipédia : il faut le « wikifier ».
Les points d'amélioration suivants sont les cas les plus fréquents :
- Les titres sont pré-formatés par le logiciel. Ils ne sont ni en capitales, ni en gras.
- Le texte ne doit pas être écrit en capitales (les noms de famille non plus), ni en gras, ni en italique, ni en « petit »…
- Le gras n'est utilisé que pour surligner le titre de l'article dans l'introduction, une seule fois.
- L'italique est rarement utilisé : mots en langue étrangère, titres d'œuvres, noms de bateaux, etc.
- Les citations ne sont pas en italique mais en corps de texte normal. Elles sont entourées par des guillemets français : « et ».
- Les listes à puces sont à éviter, des paragraphes rédigés étant largement préférés. Les tableaux sont à réserver à la présentation de données structurées (résultats, etc.).
- Les appels de note de bas de page (petits chiffres en exposant, introduits par l'outil «  Source ») sont à placer entre la fin de phrase et le point final[comme ça].
- Les liens internes (vers d'autres articles de Wikipédia) sont à choisir avec parcimonie. Créez des liens vers des articles approfondissant le sujet. Les termes génériques sans rapport avec le sujet sont à éviter, ainsi que les répétitions de liens vers un même terme.
- Les liens externes sont à placer uniquement dans une section « Liens externes », à la fin de l'article. Ces liens sont à choisir avec parcimonie suivant les règles définies. Si un lien sert de source à l'article, son insertion dans le texte est à faire par les notes de bas de page.
- La présentation des références doit suivre les conventions bibliographiques. Il est recommandé d'utiliser les modèles {{Ouvrage}}, {{Chapitre}}, {{Article}}, {{Lien web}} et/ou {{Bibliographie}}. Le mode d'édition visuel peut mettre en forme automatiquement les références.
- Insérer une infobox (cadre d'informations à droite) n'est pas obligatoire pour parachever la mise en page.

Pour une aide détaillée, merci de consulter Aide:Wikification.
Si vous pensez que ces points ont été résolus, vous pouvez retirer ce bandeau et améliorer la mise en forme d'un autre article.
 (septembre 2021).
Rein Tammik, né le 22 mars 1947 à Valga (Estonie), est un peintre estonien.

## Biographie
Rein Tammik a étudié à l'école des beaux-arts de Tartu, dont il sort diplômé en 1974. Il a créé un groupe d'avant-garde, le Visarid, groupe ayant Kaljo Pollu comme responsable à la fin de ses études.
Kaljo Pollu disait de Tammik qu'il était le plus talentueux artiste en Estonie et Tammik était reconnu comme un avant-gardiste, un Hyperréaliste et pop artiste.
Dans les années 1980, Tammik était invité à Moscou pour plusieurs expositions et la Galerie Tretiakov lui a acheté plusieurs toiles. 
Tammik a peint des scènes urbaines avec une certaine moquerie et intentionnellement naïves.
L'on peut voir en permanence celles-ci au musée national de Kumu musée Tallinn.
Il a été invité en France en 1990 et a participé à l'exposition estonienne dans la chapelle des jésuites en 1990 d'Eu avec d'autres artistes. Il a été  sélectionné par la Galerie des trois sœurs, et cette galerie l'a aidé à s'installer en Normandie, lieu où il réside toujours.
Rein Tammik est le symbole de la vitalité de l'art estonien ; Ants Juske, éminent critique d'art, le considérait comme le meilleur artiste estonien dans les années 1990 et à ce titre il a été invité en France avant la libération de l'Estonie.
Durant les années 1990 à 1993, il a décidé à son arrivée en Normandie de créer une forme d'expression hyperréalisme émotionnelle s'inspirant fortement des impressionnistes normands tels que Claude Monet, Gustave Courbet. Ce langage artistique est constitué par l'observation des lumières, des sujets, des émotions inspirées, de sentiments, d'images, ancrées de son pays d'origine l'Estonie.
Ces peintures de Tammik des années 1990 à 1993 sont introuvables, sont dans différents Musées et auprès de collectionneurs avisés.
C'est pourquoi l'hyperréalisme soviétique de sa période 1970 à 1985 est moins recherché que ses compositions des débuts 1990 où le traumatisme soviétique a disparu et est substitué par la réalisation de ses rêves et art trouvé l'une des  meilleures écoles de peinture du monde et a suivi la voie des Konrad Mägi et Eduard Wiiralt, ce dernier reposant près d'Edith Piaf au cimetière Père Lachaise.